# Telluurtrioxide
Telluurtrioxide (TeO3) is een oxide van telluur. Het is een witte tot geel-oranje vaste stof. 

## Synthese
Telluurtrioxide kan bereid worden door verhitting van telluurzuur boven 300°C:
{\displaystyle {\ce {H6TeO6 -> TeO3 + 3H2O}}}

## Kristalstructuur
Telluurtrioxide komt voor als twee kristalstructuren: een geel-oranje α-vorm en een witgrijze microkristallijne β-vorm (orthorombisch). β-telluurtrioxide kan omgezet worden in de andere kristalvorm door verhitting met zuurstofgas en zwavelzuur.

## Reactiviteit
De β-vorm is minder reactief dan de α-vorm. Dit komt tot uiting in het feit dat deze kristalvorm onoplosbaar is in water, sterke zuren en basen, zelfs niet bij verhitting.
Beide kristalvormen ontleden boven 400°C in telluurdioxide en zuurstofgas:
{\displaystyle {\ce {2TeO3 -> 2TeO2 + O2}}}